# Navigare
Navigare was een Italiaanse wielerploeg die actief was in de jaren tachtig en jaren negentig. De ploeg werd geleid door Bruno Reverberi en zijn zoon Roberto Reverberi.

## Geschiedenis
De ploeg begon als Termolan-Galli in 1982, wat in 1984 veranderde naar Santini, een bedrijf dat wieleruitrustingen maakt. 
De Navigare-ploeg kwam in 1990 voort uit Selca-Conti, waar Bruno Reverberi al ploegleider was, en Verynet-Juvenes San Marino. Het is de ploeg waar topsprinter Alessandro Petacchi zijn carrière begon in 1996. Hoewel de sponsors elkaar afwisselden, bleven renners en ploegleiders de ploeg meestal langer trouw. Botenfirma Navigare was de eerste drie jaar cosponsor bij Italbonifica en werd daarna drie jaar hoofdsponsor. De drie jaar daarop was deurenbedrijf Scrigno hoofdsponsor, tot Navigare het stokje in 1999 weer overnam. In 2000 vonden de meeste renners onderdak bij Panaria, waar Navigare van 2005 tot en met 2008 ook cosponsor van was.
De ploeg was altijd een team op het tweede niveau en richtte zich vooral wedstrijden in Italië, maar was ook succesvol in onder meer Duitsland, Maleisië, Slovenië en Zwitserland.

## Bekende renners
- Elio Aggiano (1996)
- Stefano Allocchio (1990-1992)
- Niklas Axelsson (1998-1999)
- Sergio Barbero (1992-1994)
- Walter Castignola (1993-1996)
- Volodymyr Doema (1998-1999)
- Fabiano Fontanelli (1992-1993)
- Filippo Casagrande (1996-1998)
- Gerrit Glomser (1998-1999)
- Giuseppe Guerini (1993-1995)
- Fabrizio Guidi (1995-1997)
- Alessandro Petacchi (1996-1999)
- Dario Pieri (1997-1999)
- Massimo Podenzana (1990-1994)
- Luca Scinto (1992)
- Francesco Secchiari (1995-1998)
- Alexander Shefer (1993-1996)
- Massimo Strazzer (1994-1995)
- Andrea Vatteroni (1994-1998)
- Stefano Zanini (1991-1994)